# Christina Maslach
Christina Maslach (San Francisco, 1946. január 21. –) amerikai szociálpszichológus és a pszichológia professzor emeritusa a Kaliforniai Berkeley Egyetemen.

## Iskolái, pályája
A munkahelyi kiégés elismert kutatója. A Maslach Kiégés Leltár és az "Areas of Worklife" felmérés társszerzője. Szakmai karrierje elején Maslachnak megkerülhetetlen szerepe volt a stanfordi börtönkísérlet megállításában.
Maslach a Radcliffe Főiskolán végzett 1967-ben, és PhD-fokozatot szerzett pszichológiából a Stanford Egyetemen 1971-ben. PhD-ja megszerzése után Maslach asszisztensként csatlakozott a Berkeley pszichológiai tanszékéhez.
Kritizálta a stanfordi börtönkísérletet, és meggyőzte a kísérlet vezetőjét, Philip Zimbardót (későbbi férjét), hogy állítsa le a kísérletet, amely meg is történt hat nappal a kísérlet kezdete után. Ennek a tapasztalatnak Maslach későbbi karrierjére is hatása volt, felkeltette ugyanis az érdeklődését a munkahelyi kiégés iránt, amelyet ő az elkerülhetetlen stresszre adott válaszként értelmezett.

## Tudományos munkássága
Christine Maslach és Susan E. Jackson 1981-ben alkották meg a Maslach Kiégés Leltárt, hogy fel tudják mérni az egyén tapasztalatait a munkahelyi kiégéssel kapcsolatban. Az első időkben az emberekkel foglalkozó szakembereket mérték fel. Később kifejlesztették az eredeti Maslach Kiégés Leltár egyéb verzióit is az oktatásban dolgozók számára (1986) és az általános foglalkoztatási körülmények értékeléséhez (1996). Több mint 30 évvel később, 2014-ben a Maslach Kiégés Leltár még még mindig "a kiégés első számú mérőeszközének" számított.
1988–89-ben a Western Psychological Association (WPA) elnöke volt. 2001 óta ő a Kaliforniai Berkeley Egyetem bachelor szintű képzéseinek adminisztrációs vezetőhelyettese (Vice Provost).

## Fordítás
Ez a szócikk részben vagy egészben  a   Christina Maslach című angol Wikipédia-szócikk ezen változatának fordításán alapul.  Az eredeti cikk szerkesztőit annak laptörténete sorolja fel. Ez a jelzés csupán a megfogalmazás eredetét és a szerzői jogokat jelzi, nem szolgál a cikkben szereplő információk forrásmegjelöléseként.